# Verbandsgemeinde Göllheim
Die Verbandsgemeinde Göllheim ist eine Gebietskörperschaft im Donnersbergkreis in Rheinland-Pfalz. Der Verbandsgemeinde gehören 13 eigenständige Ortsgemeinden an, der Verwaltungssitz ist in der namensgebenden Ortsgemeinde Göllheim.

## Verbandsangehörige Gemeinden
| Ortsgemeinde, Stadt       | Fläche (km²) | Einwohner |
| ------------------------- | ------------ | --------- |
| Albisheim (Pfrimm)        | 10,74        | 1.892     |
| Biedesheim                | 6,32         | 626       |
| Bubenheim                 | 2,94         | 430       |
| Dreisen                   | 9,03         | 944       |
| Einselthum                | 5,51         | 785       |
| Göllheim                  | 18,02        | 3.879     |
| Immesheim                 | 2,99         | 133       |
| Lautersheim               | 3,72         | 607       |
| Ottersheim                | 2,74         | 356       |
| Rüssingen                 | 4,84         | 538       |
| Standenbühl               | 1,25         | 179       |
| Weitersweiler             | 4,52         | 497       |
| Zellertal                 | 6,94         | 1.145     |
| Verbandsgemeinde Göllheim | 79,53        | 12.011    |

(Einwohner am 31. Dezember 2023)

## Geschichte
Die Verbandsgemeinde Göllheim wurde im Rahmen der in den 1960er Jahren begonnenen rheinland-pfälzischen Funktional- und Gebietsreform auf der Grundlage des „Dreizehnten Landesgesetzes über die Verwaltungsvereinfachung im Lande Rheinland-Pfalz“ vom 1. März 1972, in Kraft getreten am 22. April 1972, neu gebildet.
Zuvor galten im damaligen Regierungsbezirk Pfalz im Wesentlichen die aus der Pfalz (1816–1946) stammenden Verwaltungsstrukturen.

## Bevölkerungsentwicklung
Die Entwicklung der Einwohnerzahl bezogen auf das Gebiet der heutigen Verbandsgemeinde Göllheim; die Werte von 1871 bis 1987 beruhen auf Volkszählungen:
| Jahr | Einwohner |
| 1815 | 5.896     |
| 1835 | 8.149     |
| 1871 | 7.672     |
| 1905 | 7.635     |
| 1939 | 7.751     |
| 1950 | 9.370     |

| Jahr | Einwohner |
| 1961 | 8.790     |
| 1970 | 9.013     |
| 1987 | 10.036    |
| 1997 | 11.761    |
| 2005 | 12.127    |
| 2023 | 12.011    |

## Verbandsgemeinderat
- Grüne: 2
- SPD: 4
- FWG: 13
- FDP: 2
- CDU: 7

Der Verbandsgemeinderat Göllheim besteht aus 28 ehrenamtlichen Ratsmitgliedern, die bei der Kommunalwahl am 9. Juni 2024 in einer personalisierten Verhältniswahl gewählt wurden, und dem hauptamtlichen Bürgermeister als Vorsitzendem.
Die Sitzverteilung im Verbandsgemeinderat:
| Wahl | SPD | CDU | GRÜNE | FDP | LINKE | FWG | Gesamt   |
| ---- | --- | --- | ----- | --- | ----- | --- | -------- |
| 2024 | 4   | 7   | 2     | 2   | –     | 13  | 28 Sitze |
| 2019 | 5   | 7   | 4     | 2   | 0     | 10  | 28 Sitze |
| 2014 | 7   | 8   | 3     | 1   | 0     | 9   | 28 Sitze |
| 2009 | 7   | 8   | 2     | –   | –     | 11  | 28 Sitze |
| 2004 | 8   | 8   | 2     | –   | –     | 10  | 28 Sitze |

- FWG = Freie Wähler Göllheim e. V.

## Bürgermeister
Steffen Antweiler (FWG) wurde 2015 hauptamtlicher Bürgermeister der Verbandsgemeinde Göllheim. Bei der Stichwahl am 28. Juni 2015 wurde er mit einem Stimmenanteil von 55,6 % für die achtjährige Amtszeit gewählt, nachdem bei der Direktwahl am 14. Juni 2015 keiner der ursprünglich vier Bewerber eine ausreichende Mehrheit erreicht hatte. Antweiler ist Nachfolger von Klaus-Dieter Magsig, der nicht erneut kandidiert hatte. Bei der Direktwahl am 12. März 2023 wurde Antweiler mit einem Stimmenanteil von 55,4 % für eine weitere achtjährige Wahlperiode in seinem Amt bestätigt.